# Пархоменко, Иван Кириллович
Ива́н Кири́ллович Пархо́менко (19 июля 1870 — 21 января 1940) — русский советский художник, автор уникальной портретной галереи писателей России, насчитывавшей свыше 90 полотен, в том числе Л. Н. Толстого, И. А. Бунина, А. И. Куприна, Л. Н. Андреева, А. А. Блока.
После 1917 года художник пополнил её портретами A. Серафимовича, Д. Бедного, Д. А. Фурманова, Л. М. Леонова и других, в общей сложности, ещё примерно 30 картинами, представив, таким образом, на холсте практически всю русскую литературу конца XIX — первой трети XX столетия.

## Биография
Родился 19 июля 1870 года в селе Машево Новгород-Северского уезда Черниговской губернии.
Художественное образование получил в Киевской рисовальной школе (ученик Н. Н. Ге), в петербургской Академии художеств (ученик И. Е. Репина), в парижской Академии Жюлиана (ученик Ж. П. Лоранса). Отличался редкой манерой письма — без контура, сразу клал мазки.
В 1908 году, вернувшись из Парижа в Петербург, приступил к созданию натурной портретной галереи русских писателей — Вячеслава Иванова, А. И. Куприна, А. М. Ремизова, В. В. Розанова, И. С. Рукавишникова, С. М. Городецкого, Т. Л. Щепкиной-Куперник и других, большая часть которой в настоящее время находится в Государственном Литературном музее Москвы.
Одновременно И. К. Пархоменко была создана галерея портретов политических и государственных деятелей России того времени: С. Ю. Витте, Н. А. Маклакова, П. Н. Милюкова, В. И. Ленина, Ф. Э. Дзержинского, А. В. Луначарского, С. М. Буденного, В. К. Блюхера и других.
Как «художник Кремля» он много видел, знал, подмечал и, будучи истинным реалистом, никогда не упускал мельчайших деталей правящего облика эпохи, что в значительной мере послужило причиной его ареста в 1928 году. В Бутырской тюрьме коммунистический режим обернулся для И. К. Пархоменко уже совсем другими лицами, которые он также стремился запечатлеть на холсте ли, картоне ли или клочке серо-жёлтой бумаги. Его мастерство живописца пригодилось и там: уголовники не менее большевистских вождей хотели иметь свои портреты.
В 1930 году И. К. Пархоменко был выпущен на свободу. Ему предложили уехать на Украину и написать там портреты местной руководящей элиты. Поселившись в феврале 1931 года в Харькове, являвшемся тогда столицей Украины, художник начал новую украинскую портретную галерею, позировать для которой стали: председатель СНК УССР В. Я. Чубарь, генеральный секретарь ЦК КП(б)У С. В. Коссиор, председатель ВУЦИКа Г. И. Петровский, наркомы Украины А. М. Дудник, Н. А. Скрыпник и т. д.
Параллельно живописец работал над портретами украинской интеллигенции: писателя А. В. Головко, художника А. М. Комашки, поэта П. Г. Тычины и других.
Украинский период был последним в творчестве И. К. Пархоменко. В конце тридцатых годов он из-за болезни вынужден был вернуться в Москву, где и умер 21 января 1940 года.
После его смерти осталось большое литературно-художественное наследие: воспоминания «О том, что было», «О себе и о своём деле», «Случаи», многочисленные очерки и рассказы, опубликованные в различных органах периодической печати, сборниках и книгах, например, «Три дня у Толстого» или «Как я писал портрет Ленина», два томика стихотворений, книгу «Свободная женщина» и главное — более 200 натурных живописных портретов русских и советских писателей, политических и государственных деятелей, военных, учёных, артистов
Обширно эпистолярное наследие художника, насчитывающее свыше тысячи писем, адресатами которых являлись И. Е. Репин, В. В. Розанов, А. С. Суворин, А. Кони, С. А. Венгеров, В. В. Вересаев, А. И. Рыков, А. С. Енукидзе и другие. И. К. Пархоменко вел многолетнюю переписку с Л. Н. и С. А. Толстыми, В. Г. Короленко, К. С. Баранцевичем, С. М. Городецким, К. В. Лукашевич, С. Д. Дрожжиным, которая в совокупности с другой корреспонденцией представляет собой ценный материал по истории России конца XIX — начала XX века.
Большая его часть в настоящее время хранится в архивах: Российском государственном архиве литературы и искусства, Государственном архиве Российской Федерации, Российском государственном архиве социально-политической истории, Архиве Российской Академии наук, Отделе рукописей Государственного музея Л. Н. Толстого, Архиве Академии художеств.
В свою очередь, живописные полотна И. К. Пархоменко находятся в России в составе следующих художественных собраний и фондов: Государственного литературного музея, Музея революции, Государственного исторического музея, Института мировой литературы им. А. М. Горького, в Государственном музее Л. Н. Толстого и в Доме-музее С. Д. Дрожжина. Хотя значительная часть работ была утрачена в революционные годы.

## Интересные факты

Октябрятская звёздочка. Дешёвый пластмассовый вариант

- Детский портрет В. И. Ленина, выполненный Пархоменко по фотографии по заказу А. И. Елизаровой—Ульяновой к 50-летнему юбилею брата, послужил основой для изображения на октябрятской звёздочке. По воспоминаниям приемного сына Ульяновой, Георгия Яковлевича Лозгачева-Елизарова, художник работал над портретом в московской квартире Ульяновой—Елизаровой в 1920 году[3].
- Будучи ребёнком, Пархоменко написал письмо к императрице с просьбой помочь ему поступить в Петербургскую академию художеств. Был получен положительный ответ, но «делу воспрепятствовало лишь выяснившееся позже малолетство юного дарования»[4].
- Портрет, написанный Пархоменко в Ясной Поляне 19—21 июля 1909 года, Л. Н. Толстой посчитал лучшим из всех существующих его живописных изображений[5].

## Галерея

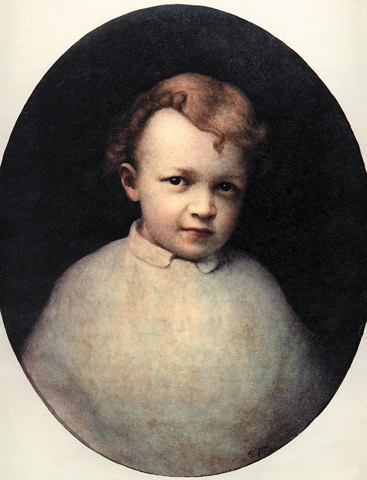
В. И. Ульянов в возрасте 4-х лет
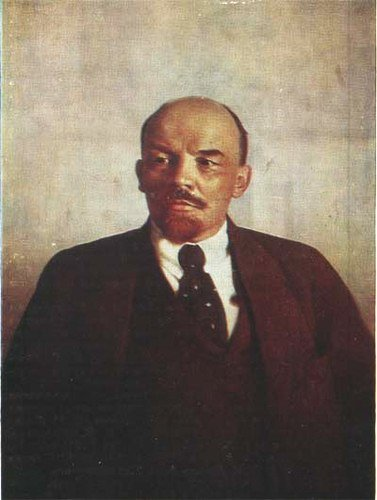
Портрет В. И. Ленина. 1921. Музей В. И. Ленина
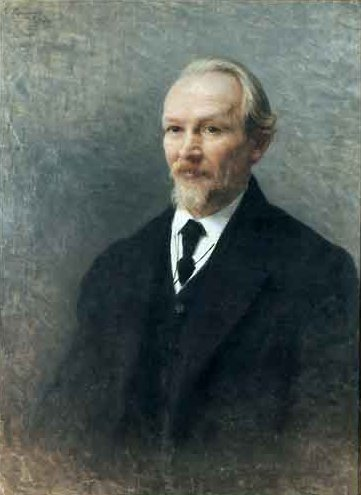
Портрет В. В. Розанова. 1909. Холст, масло. ГЛМ
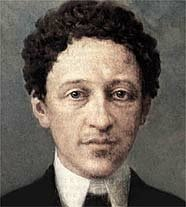
Портрет А. Блока. 1910